# Art in Rhythm
Art in Rhythm ontwierp arts-based learning programma's, leiderschapstrainingen en sociale interventies voor het bedrijfsleven en het organisatiedomein tussen 1995 en 2010. Het werd opgericht door musici Marc van Roon en Joshua Samson, beiden afgestudeerd aan het Koninklijk Conservatorium in Den Haag. Er waren aan groot aantal musici en acteurs betrokken als freelance medewerker.
De organisatie was wereldwijd actief in bedrijven, op congressen en bij conferenties. Ze werkte in het Duitstalige deel van Europa samen met prof. dr. Peter Kruse en was een aantal malen actief tijdens de Arts and Business conferentie van Miha Pogacnic. In 2004 gaf Art in Rhythm concerten met Het Zeeuws Orkest onder leiding van dirigent Joan Berkhemer.

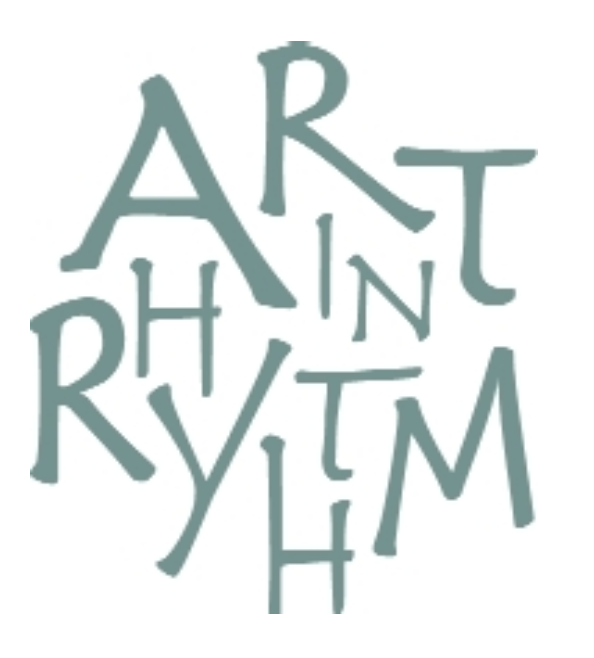
Het door Bikker Communicatie ontworpen bedrijfslogo van Art in Rhythm

Het bedrijfslogo werd ontworpen door Bikker Communicatie in Rotterdam.
In 1999 maakte de RVU de aflevering  't ritme van de boom over Art in Rhythm in de televisiereportage Per Saldo. Hierin is de organsatie aan het werk voor het Zweeds-Fins bedrijf Stora Enso op locatie in Finland en in het coferentiehotel Château Du Lac in Genval, België.
Art in Rhythm wordt door Lotte Darsø genoemd als 'best practice' in het onderzoek naar de veranderende sociaal maatschappelijk rol van kunstenaars. De Raad voor Cultuur noemde organisatie Art in Rhythm in 2018 "Nederlands pionier bij het inzetten van muzikale competenties in het bedrijfsleven.”